# Philadelphia (Kilikien)
Koordinaten: 36° 37′ 19″ N, 33° 1′ 36″ O
| Philadelphia |

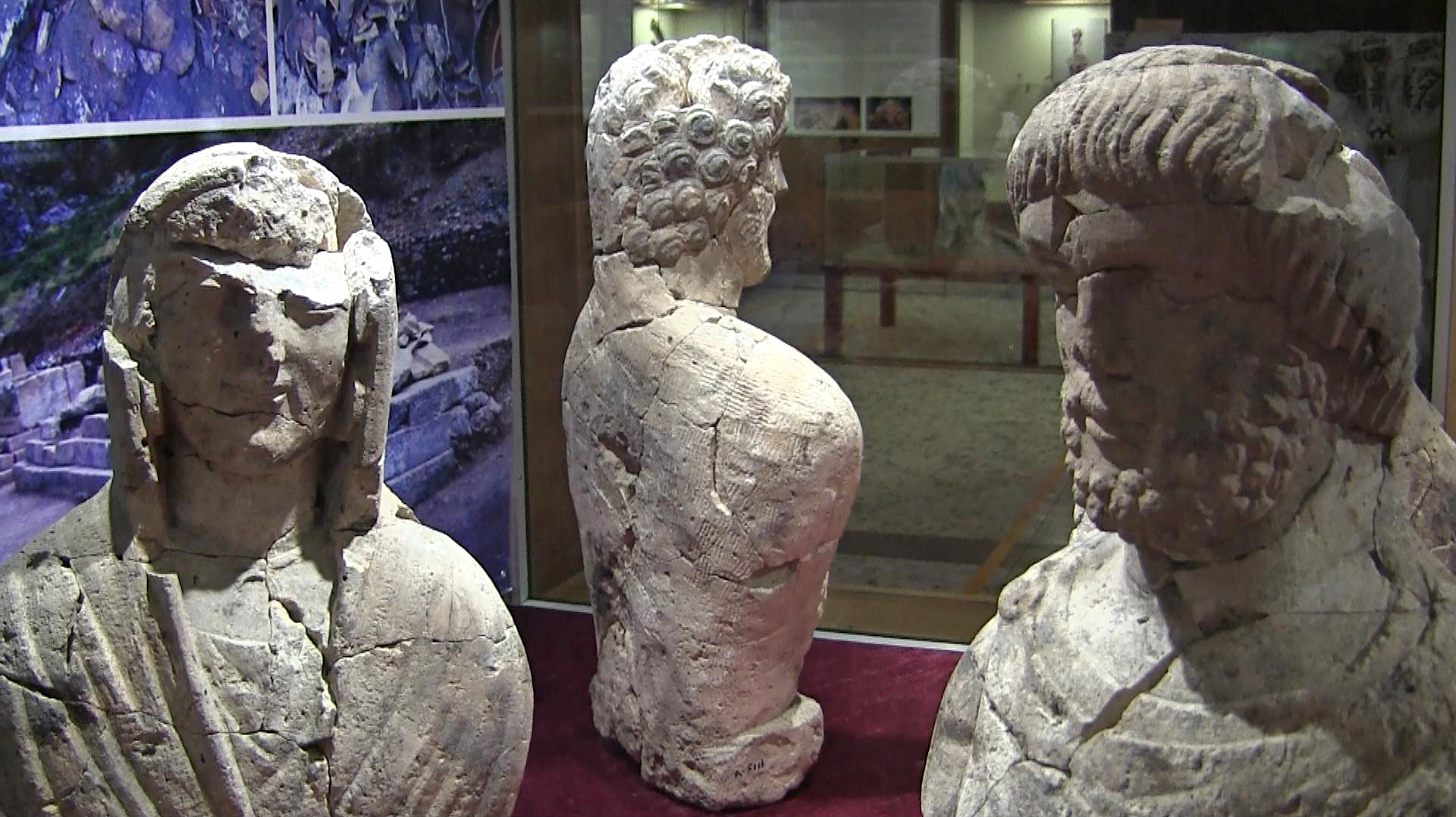
Büsten aus Philadelphia im Museum Karaman

Philadelphia oder Philadelpheia (griechisch Φιλαδελφεῖα) war eine antike Stadt in der kleinasiatischen Landschaft Kilikien. Sie gehörte zum „rauen“ Teil Kilikiens (Kilikia Tracheia) an der südlichen türkischen Mittelmeerküste. Der Ort wird beim Dorf Gökçeseki im Bezirk Ermenek der Provinz Karaman lokalisiert. Seit 2015 führt dort das Museum Karaman in Zusammenarbeit mit der Universität Karaman Ausgrabungen durch.
Philadelphia ist in der römischen Kaiserzeit, als es zur römischen Provinz Cilicia gehörte, durch die Prägung von Münzen im 2. Jahrhundert n. Chr. bekannt.
In der Spätantike, als es zur Provinz Isauria gehörte, war es ein christliches Bistum, darauf geht das heutige römisch-katholische Titularbistum Philadelphia Minor zurück.